# Dragon d'argent (wushu)
Dragon d'argent (chinois simplifié : 银龙 ; chinois traditionnel : 銀龍 ; pinyin : yínlóng) est un titre supérieur qui peut être obtenu dans le cadre du système Wei Duan (instauré en 1998). Il va toujours de pair avec le 8e duan. 
« À ce niveau, le candidat doit avoir apporté une contribution majeure au Wushu / Tai Chi sur le plan international, tout en ayant un caractère exceptionnel. La personne récompensée par un tel Duan est officiellement autorisée à s'appeler Grand Maître »

## Quelques récipiendaires du titre
- Kan Guixiang (闞桂香)
- Han Jin Song (韩劲松)